# Ниенау, Берниль
Бернардин Ниенау (нем. Bernile Nienau; 20 апреля 1926, Дортмунд — 5 октября 1943, Мюнхен), по прозвищу Берниль, — немецкая девочка, получившая широкую известность как «дитя фюрера» из-за её близкой дружбы с Адольфом Гитлером, длившейся с 1933 по 1938 год. Одна из её бабушек была еврейкой.

## Ранние годы
Ниенау родилась в Дортмунде и была единственным ребёнком в семье врача Бернхарда Ниенау (23 июня 1887 — 29 февраля 1926). Её отец скончался незадолго до её рождения. Её мать Каролина (15 марта 1892 — 26 июля 1962), урождённая Хельвиг, была медсестрой, переехавшая в Мюнхен и купившая там дом примерно в 1928 году. Бабушка Берниль Ида Войт (18 июля 1867 — 29 декабря 1942), католическая учительница еврейского происхождения, урождённая Моргенштерн, проживала вместе с ней и внучкой.

### Отношения с Гитлером
Вероятно, по наущению своей матери Берниль, чей день рождения, как и у Гитлера, был 20 апреля, весной 1933 года оказалась в первых рядах зрителей на площади в Оберзальцберге, стремившихся привлечь внимание Гитлера. Тот заприметил её, познакомился и подружился. Эта «дружба» длилась до 1938 года. В Федеральном архиве в Берлине хранится 17 писем, которые девочка написала, вероятно, при участии матери, в период с 18 января 1935 года по 12 ноября 1939 года Гитлеру и его главному помощнику Вильгельму Брюкнеру. Вот одно из них:
Мюнхен, 27 сентября 36 года. Дорогой дядя Брюкнер! Сегодня мне есть о чём тебе рассказать. На праздники мы ездили в Оберзальцберг, и мне разрешили дважды сходить к любимому дяде Гитлеру! [. . . ] Я уже работаю над рождественским подарком. [. . . ] Дядя Гитлер. Я снова вяжу носки дяде Гитлеру — я спросила, подошли ли ему те, что я дарила в прошлом году, и он сказал «да»! В этом году они из тонкой шерсти, только в таких моей маме действительно очень тепло, а раз он так много ездит, нельзя, чтобы у него мерзли ноги. [. . . ] Мама также шлёт вам привет и множество пожеланий и поцелуев от вашей Берниль!
Тот факт, что бабушка и мать Берниль были евреями, был известен Гитлеру ещё в 1933 году. 19 апреля 1938 года адъютант Гитлера Фриц Видеман объяснял игнорирование Гитлером её еврейского происхождения «исключительно человеческим отношением к ребёнку». Однако, когда Мартин Борман узнал об отсутствии «немецкой крови» у Берниль, девочке и её матери запретили появляться в Бергхофе. Гитлер узнал об этом, потому что его личный фотограф Генрих Гофман пожаловался на то, что Борман запретил ему издать альбом фотографий «Гитлер и дети», где было бы изображение Берниль. В своей книге «Гитлер, каким я его видел» Хоффманн написал, что Гитлер по этому поводу сказал о Бормане: «Есть люди, у которых есть настоящий талант испортить мне любую радость». В то время как иллюстрированная книга Хоффмана «Молодёжь у Гитлера», в которой были фотографии Гитлера с Берниль, продолжала продаваться, примерно в мае 1938 года её мать официально попросили прекратить любые контакты с партийными лидерами.
Берниль, получившая профессию рисовальщицы, умерла 5 октября 1943 года в возрасте 17 лет в больнице Швабинг от полиомиелита позвоночника. Её могила находится на Западном кладбище Мюнхена.